# The New Janitor
The New Janitor (br: Carlitos porteiro / pt: Charlot porteiro) é um filme mudo de curta-metragem estadunidense de 1914, do gênero comédia, produzido por Mack Sennett para os Estúdios Keystone, dirigido e protagonizado por Charles Chaplin.
O filme não é somente uma soma de cenas cômicas, e sim conta uma história. O personagem de Chaplin apresenta certa complexidade, não usual na "fábrica" de comédias de Mack Sennett, com características claras, como a sua má sorte, o desdém da secretária que não lhe presta a menor atenção, além do seu poder de enfrentar o destino cruel.
Este filme foi o precursor de um filme posterior de Chaplin, The Bank, que ele rodaria para os Estúdios Essanay.

## Sinopse
Um zelador é despedido do trabalho por haver atirado pela janela, acidentalmente, um balde de água sobre o presidente do banco. Enquanto isso, um dos gerentes do banco, em razão de suas dívidas, está sendo ameaçado pelo coletor de apostas. O gerente decide então roubar o banco, mas é surpreendido por uma secretária, que aciona o alarme. Carlitos vai em sua ajuda, porém é confundido com um ladrão até que a secretária informe quem é o verdadeiro ladrão. Carlitos recebe uma justa recompensa e os agradecimentos do presidente do banco por haver impedido o roubo.

## Elenco
- Charles Chaplin .... zelador
- Jess Dandy .... presidente do banco
- John T. Dilon .... gerente
- Al St. John .... ascensorista
- Glen Cavender ... Luke Connor (não creditado)